# 软体生物

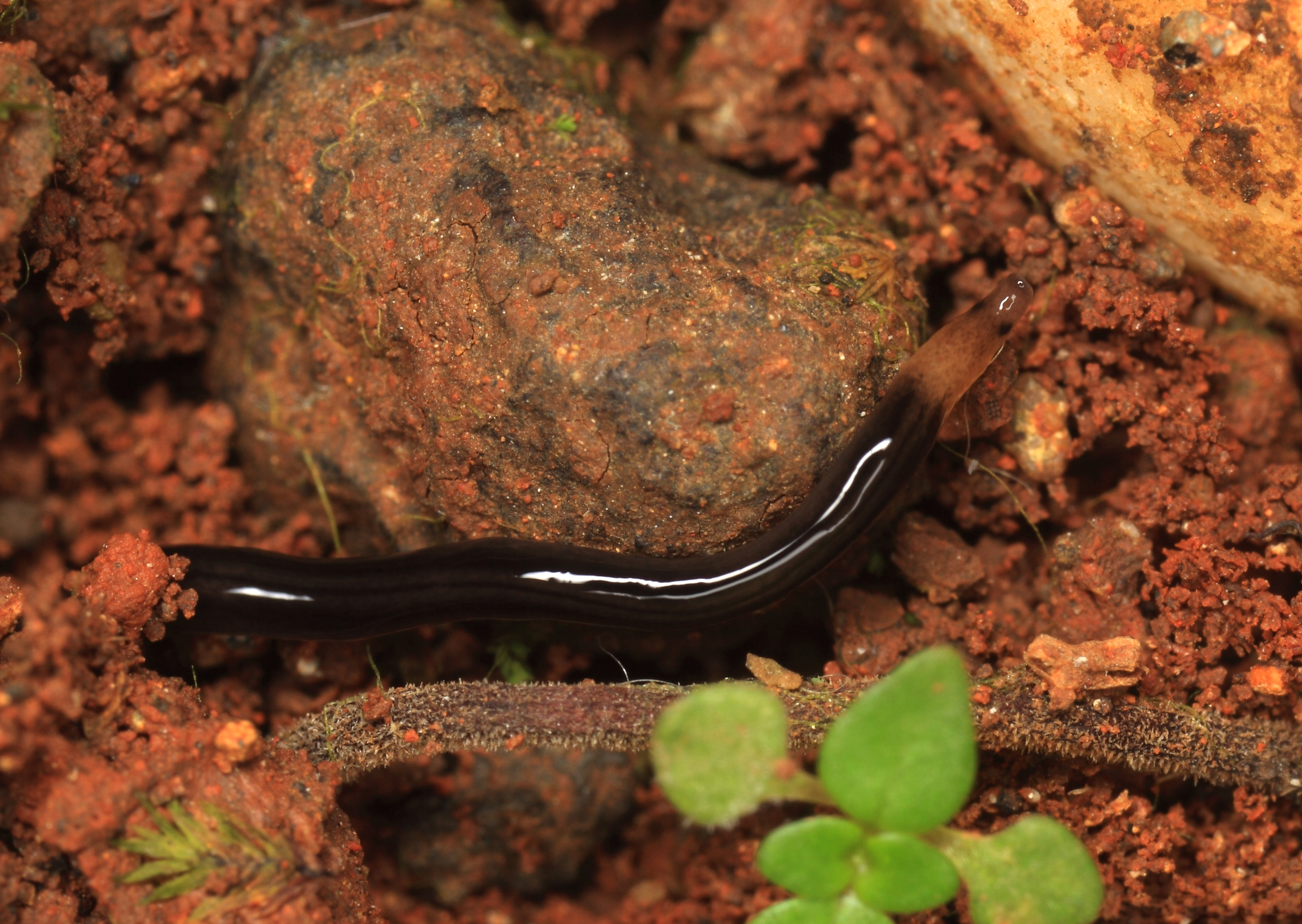
一条单针目的陆生纽虫

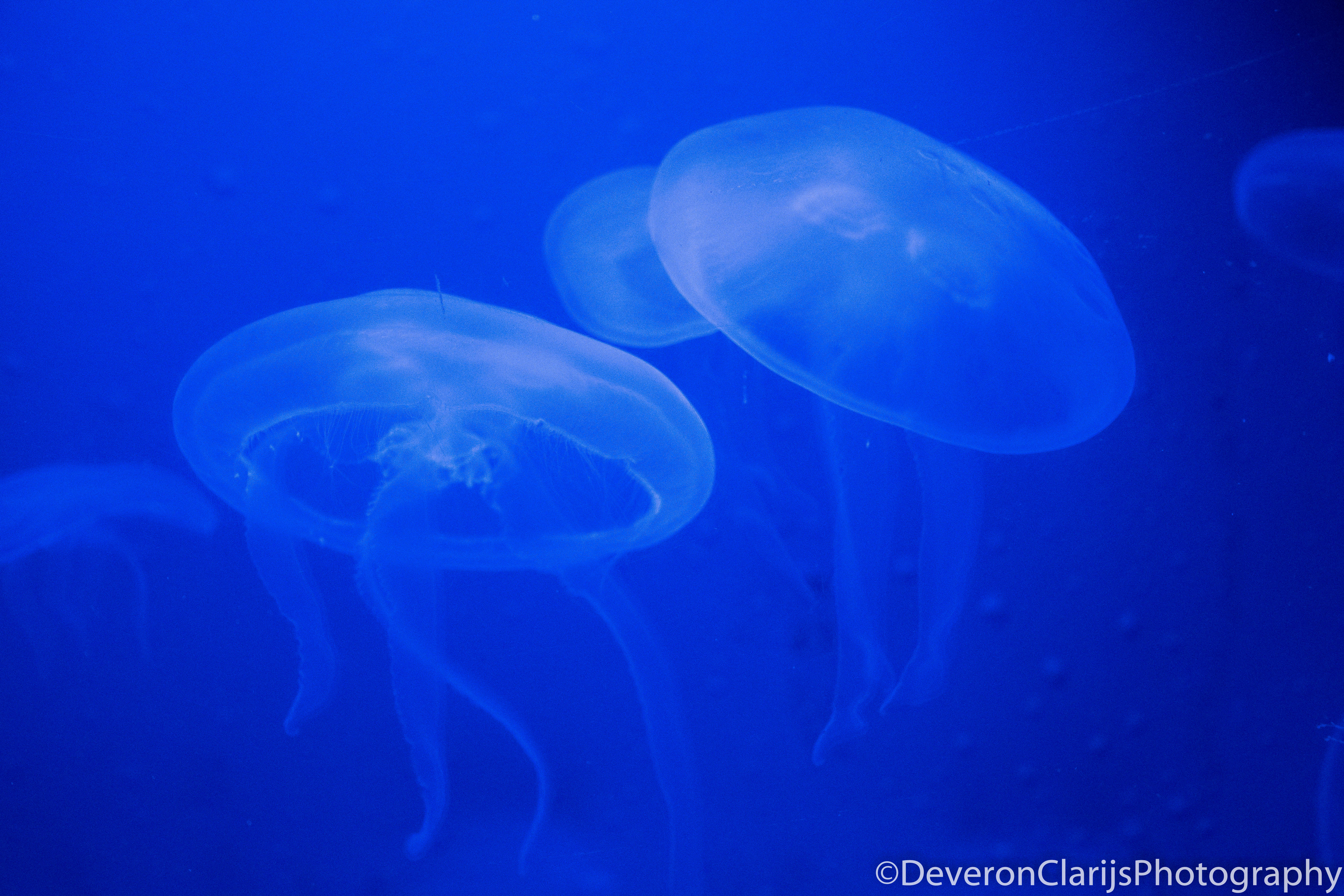
水母是很古老的一类软体生物

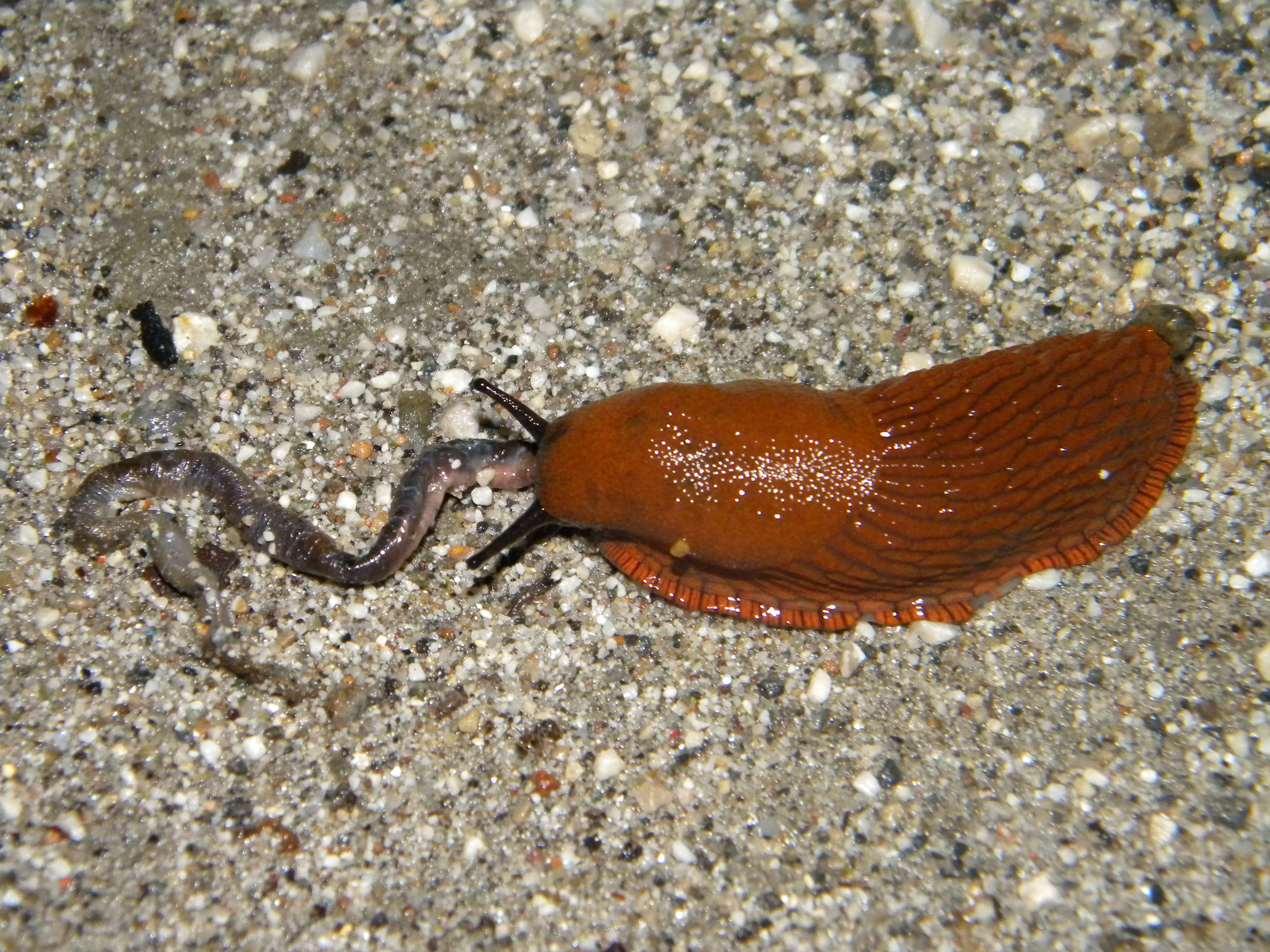
一只大红蛞蝓（Arion rufus）捕食一条蚯蚓，两者都是软体生物

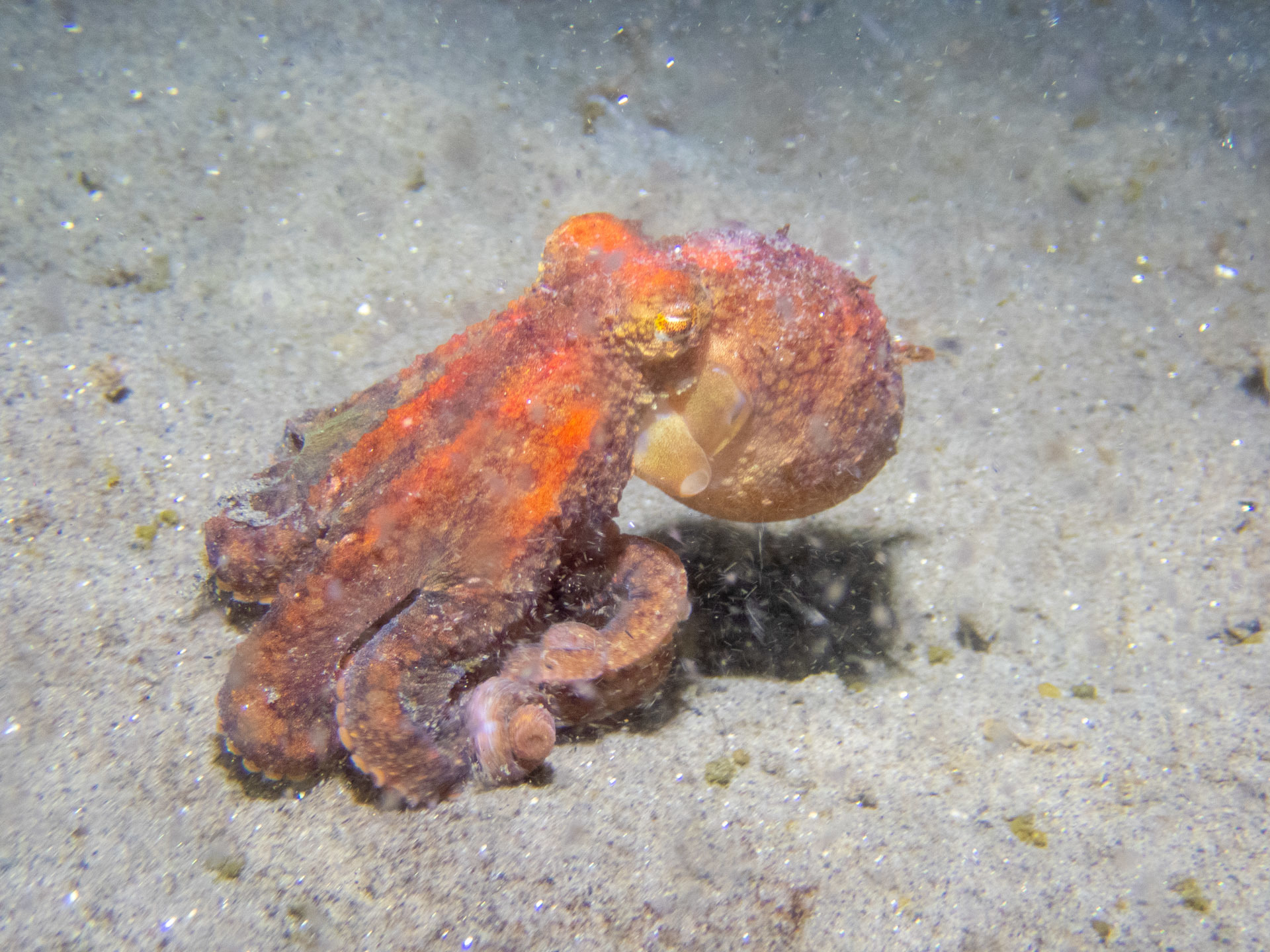
太平洋红章鱼（Octopus rubescens）是所有软体生物中认知智力最高的，也是最早被发现能展现个体人格的无脊椎动物

软体生物（英語：soft-bodied organism）泛指任何缺乏刚性骨骼系统（外骨骼或内骨骼）或结构构件（如木质部或致密的几丁质组织）、身体几乎完全由软组织构成的宏观生物。这个词是一个基于形态描述的非正式分类，通常指非泛节肢动物的各种无脊椎动物，在口语上主要指统称为“蠕虫”的各类水生和陆生动物，在概念上大致与林奈《自然系统》中的“蠕虫纲”（Vermes）相对应；但广义上许多非维管植物（苔藓植物和藻类）、真菌（特别是胶质菌）、地衣和黏菌等也符合软体生物的定义。
绝大多数软体生物都体型较小，但却构成了自然界大部分的生物量。据估计，软体生物的总质量至少要超过拥有硬骨骼的生物两倍以上。

## 特征
软体生物是一个完全以形态学归类的多系群，其体型呈现的解剖学构造五花八门，唯一的共同特征是身体的整体刚度较低因此非常容易产生形变，因此很难用系统发生学的概念来描述。唯一能够解释软体共性的是其所适应的生态位不需要抵抗重力的能力太强（比如栖息于可借助浮力的水体栖息地）或者不需要很强的运动能力（比如底栖、穴居或寄生）。
以软体的动物为例，所有动物（无论软体或硬体）都拥有肌肉系统，但肌肉只能收缩提供拉力，无法提供能抵抗重力和外部压力的结构支撑，也很难独自直接提供推力让身体移动。许多动物因此演化出了刚度较高的身体部位让肌肉可以从不同角度附着并以杠杆/悬臂的形式施力，从而让身体形变的统一性和有效性增强，进而提高了移动性。这些硬组织通过进一步提高其强度演化成了肌腱和骨骼系统，其中一些通过进一步增加组织密度或矿化形成了具有支撑性的结构构件，同时提高了体腔抵抗外部压强的能力。这种“硬骨骼”主要分为两种，即由硬化表皮形成的外骨骼（以泛节肢动物为代表）和由软组织包裹在体内的内骨骼（以脊椎动物、头索动物、棘皮动物和多孔动物为代表）。然而许多动物并没有演化出硬化骨骼，而是完全依赖体液的静压力来维持身体形态，这种功能性的“骨骼”称作静水骨骼。这些依赖静水骨骼的动物的移动方式通常是通过鞭毛或纤毛的摆动、或通过肌肉收缩让整个身体部位都发生弯曲来让其它部位得以依次完成伸展、附着、划水等动作获得推力。然而缺乏硬化骨骼不意味着这些动物完全没有硬化部位，许多在头部都拥有硬化的牙齿或口器来进行咀嚼、啃咬、钻孔和挖掘等生存必需的活动。
没有硬化的结构支撑意味着软体生物向立体空间发展的能力受限，特别是在陆地生态系统中体型基本上都被局限在很小的尺寸内（甚至是肉眼不可见的微观级别），其中扁盘动物和中生动物的身体只有数百个细胞组成。但在水域生态系统中，因为水的浮力能够抵消一部分重力，所以软体动物仍然可以生长到相当客观的大尺寸。最重的软体生物是大王乌贼（虽然其所属的新蛸类大多有内化的壳，但其不承担骨骼功能），其体重可达到约275（606英磅），而狮鬃水母也可以达到类似的尺寸。体长最大的动物其实也是软体生物，是一条1864年在苏格兰海滩上发现的巨纵沟纽虫，长55（180英尺）。而实际是集落的管水母也可以生长到占据水体很大面积和体积的尺寸。

## 化石记录
因为缺乏高密度且时常矿化的硬组织，软体生物很难留下实体化石，古生物学家只能通过少量模铸化石、遗迹化石或化学化石对其进行间接研究。虽然有加拿大洛矶山脉的伯吉斯页岩这样保存了大量软体生物遗骸的地点，大部分曾存在的软体生物的演化史仍处于未知或所知贫乏的状态。因为古生物是在进入显生宙后才开始大量演化出矿化组织，能够被保留下来的实体化石大多都出现在寒武纪大爆发后，以至于古生物学界很长一段时间内都认为前寒武纪没有任何复杂生命存在。然而元古宙晚期阿瓦隆大爆发的埃迪卡拉生物群模铸化石被大量发现和认定，以及原始海绵化石被放射性碳定年法追溯到了至少拉伸纪，使得现今学术界意识到软体生物的演化史远早于过去猜测，现今人类所知的只是冰山一角。

软体生物在化石记录中留下的众多空缺
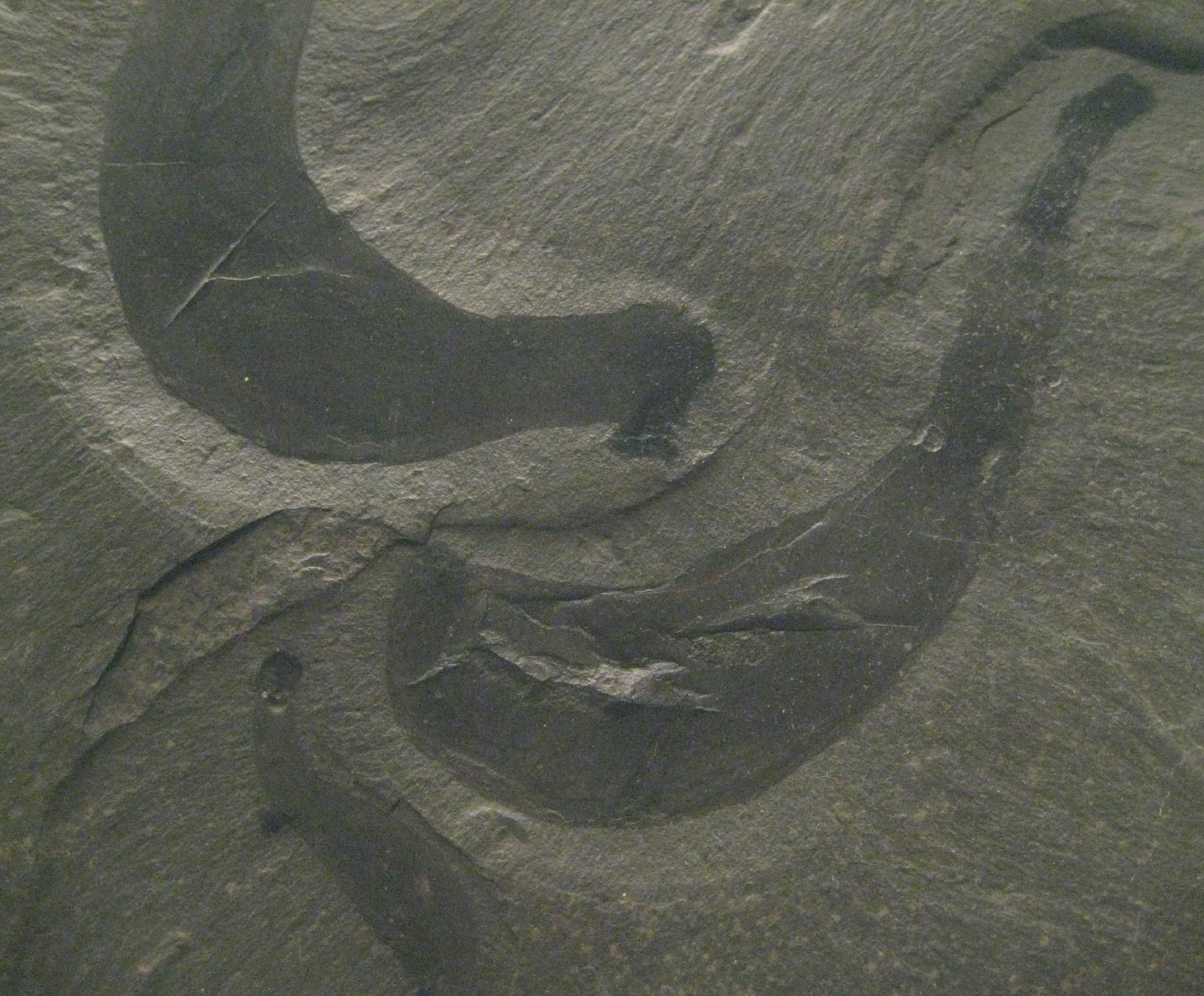
加拿大西部伯吉斯页岩所保存的软体鳃曳动物化石
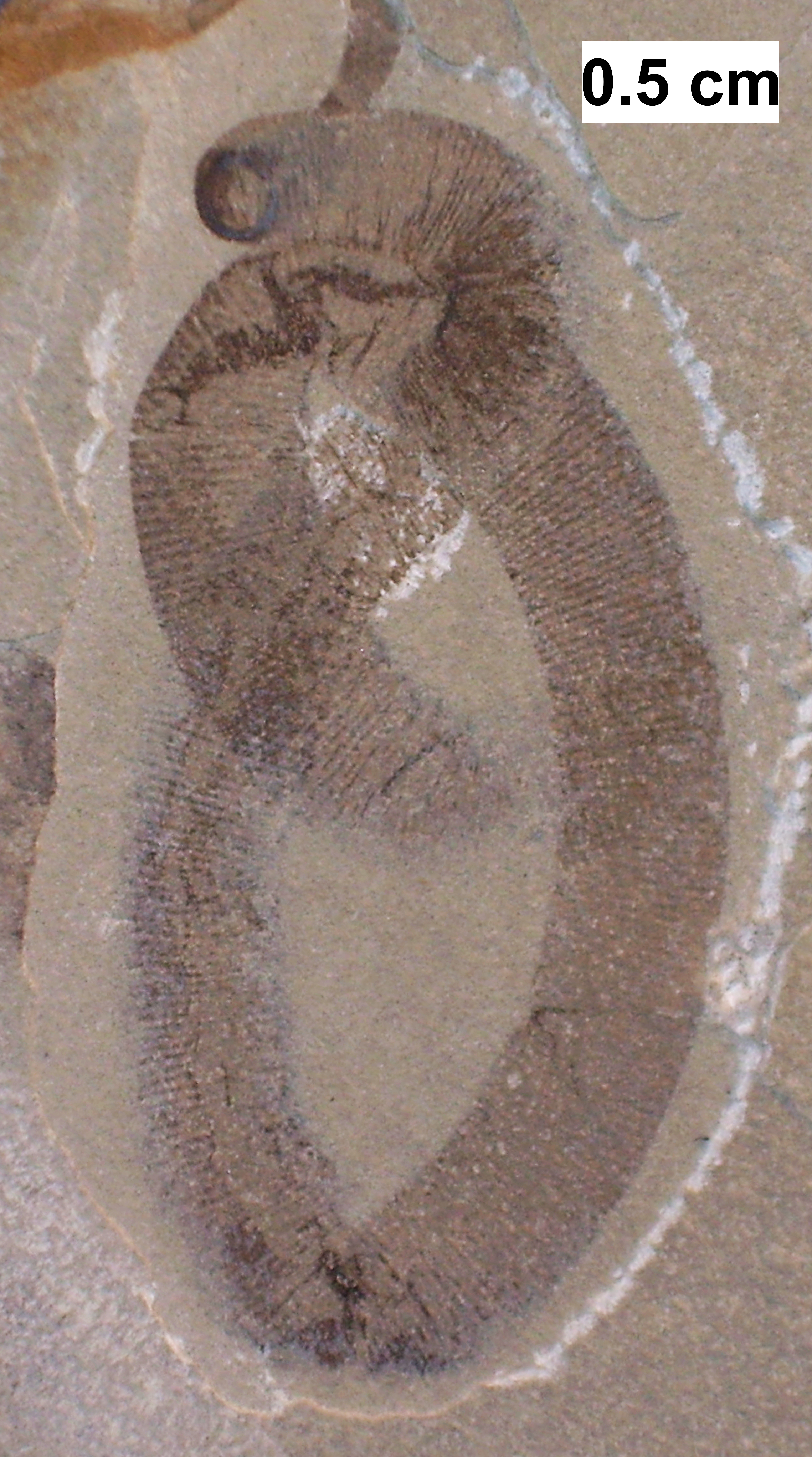
美国威斯康辛州的志留纪沃基肖生物群留下的软体环神经动物（Cycloneuralia） 化石
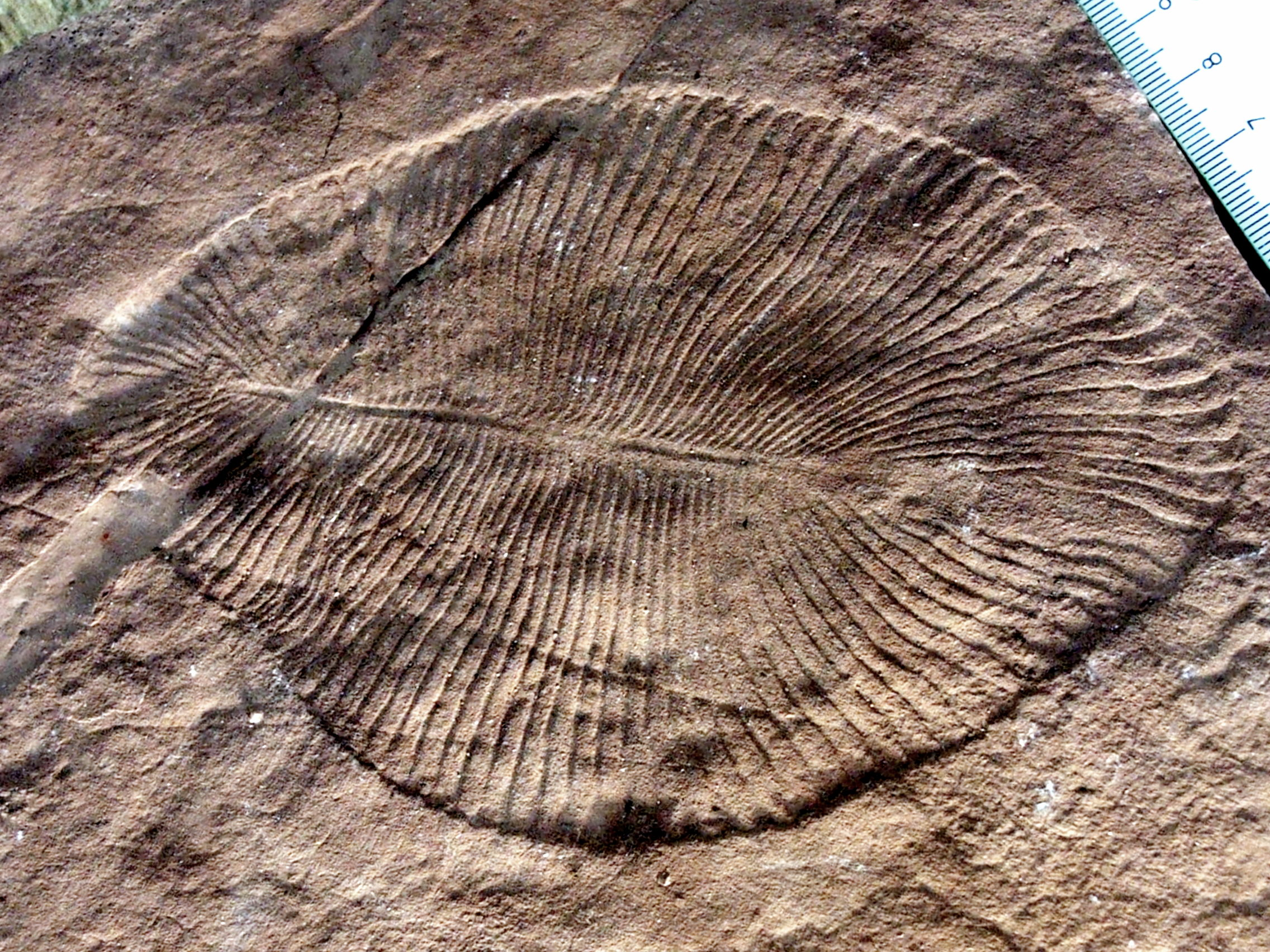
狄更逊水母（Dickinsonia）所残留的模铸化石
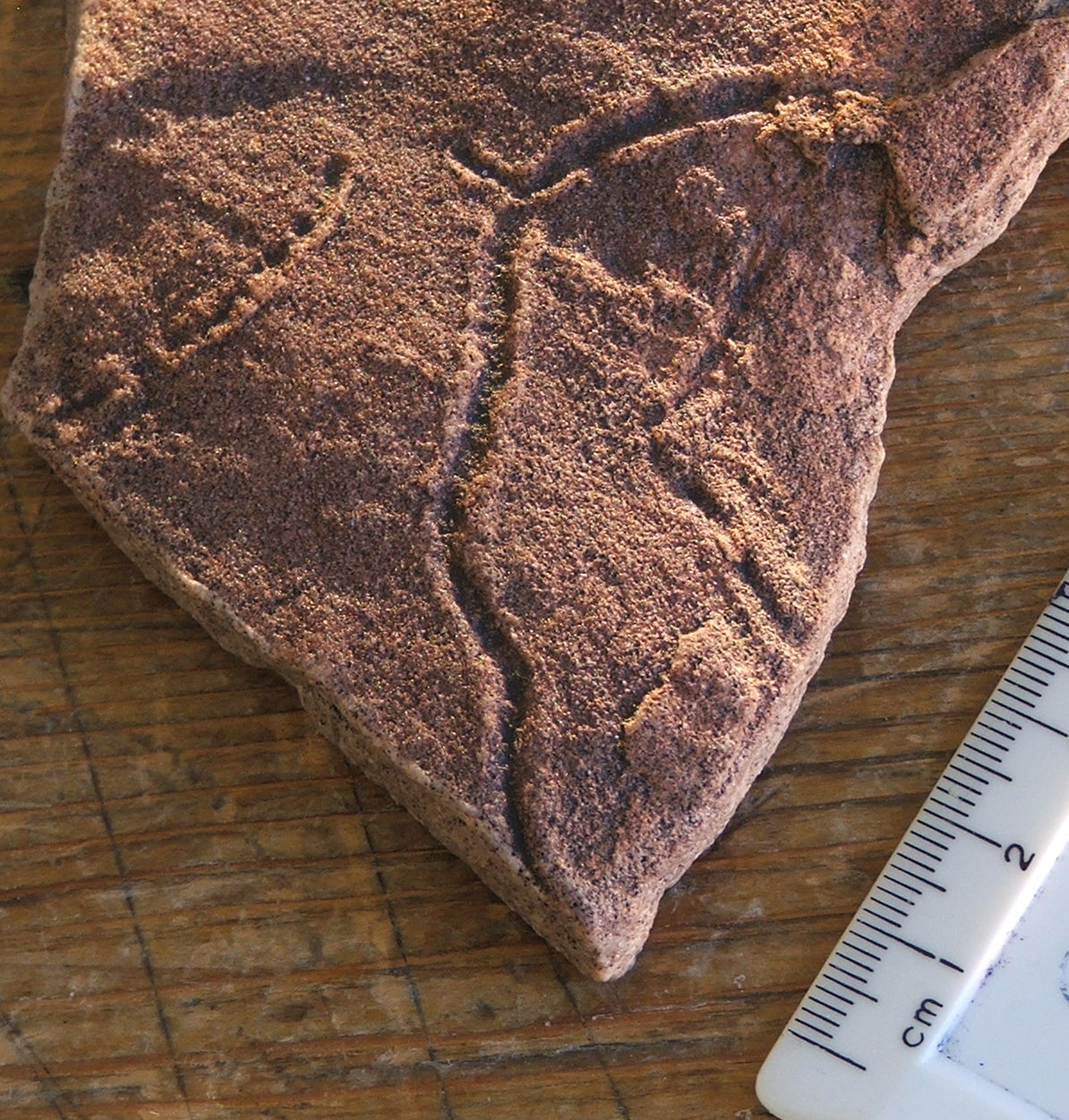
埃迪卡拉纪软体生物在基质中留下的遗迹化石